# Indicier (roman)
Indicier (original Body of Evidence) är en kriminalroman från 1991 av Patricia Cornwell. Det är den andra boken i Dr. Kay Scarpetta-serien.

## Handling
Kay Scarpetta blir involverad i ett mordfall i Richmond, där romanförfattaren Beryl Madison brutalt har huggits ihjäl. Därefter anklagar Madisons advokat Scarpetta för att hon slarvat bort hennes klients senaste manuskript, som är en biografi över Beryls tidiga liv. Allteftersom fler mord sker tätnar historien.